# Minas Gerais

Minas Gerais (IPA: [ˌminɐzʒeˈɾajs], ung. "Allmänna gruvorna") är en delstat i östra Brasilien. Delstaten är landets största producent av kaffe och mjölkprodukter. Belo Horizonte är delstatens huvudstad och med sina 5 miljoner invånare ett av de folkrikaste storstadsområdena i landet. Andra stora städer är Divinópolis, Governador Valadares, Ipatinga, Juiz de Fora, Montes Claros, Sete Lagoas, Uberaba och Uberlândia. Staden Ouro Preto är ett världsarv. Staten har 10,1% av den brasilianska befolkningen och producerar endast 8,7% av landets BNP.

## Ekonomi

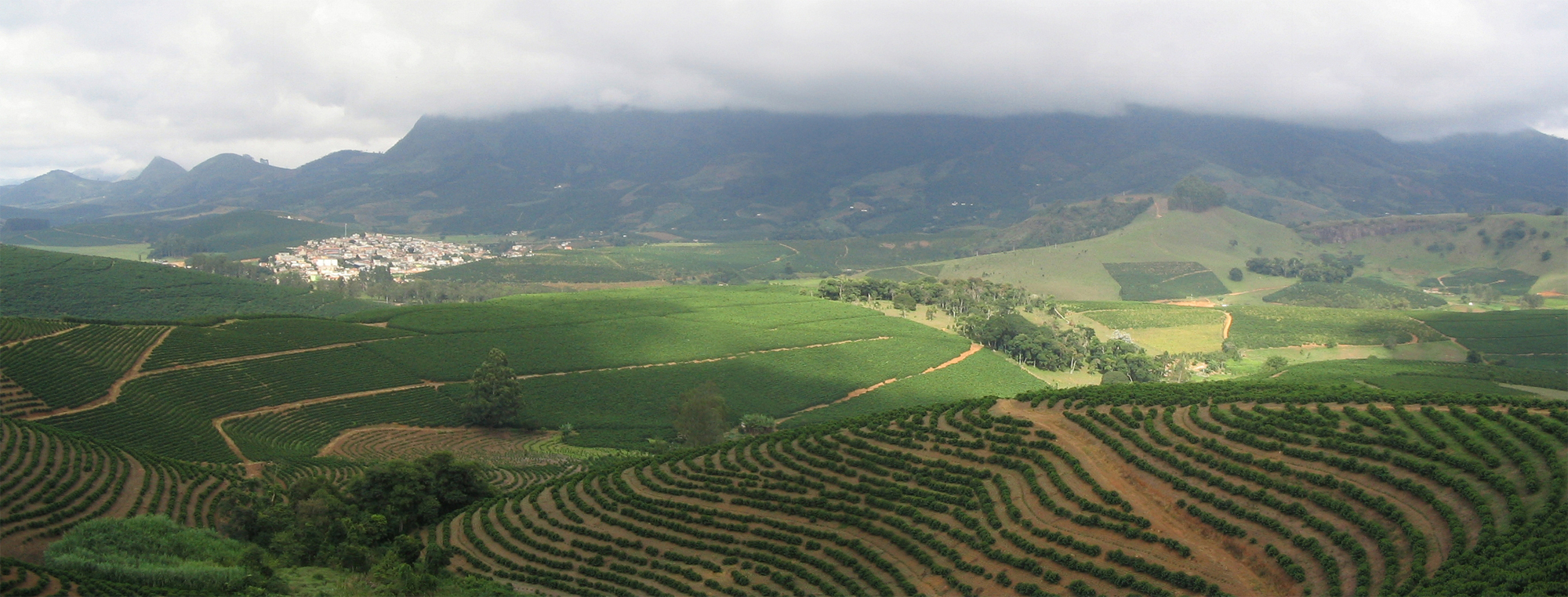
Kaffe i São João do Manhuaçu

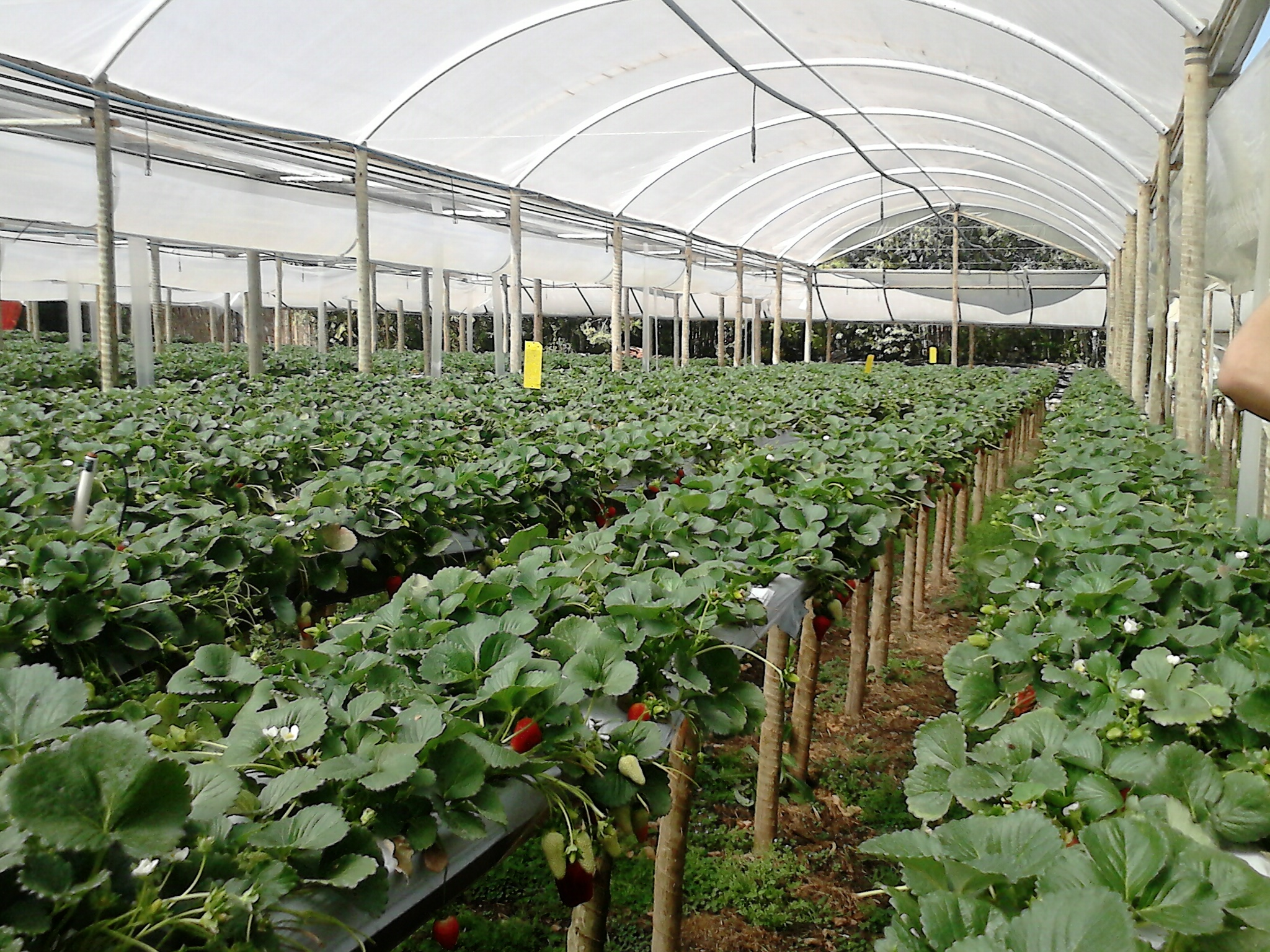
Jordgubbar i Estiva

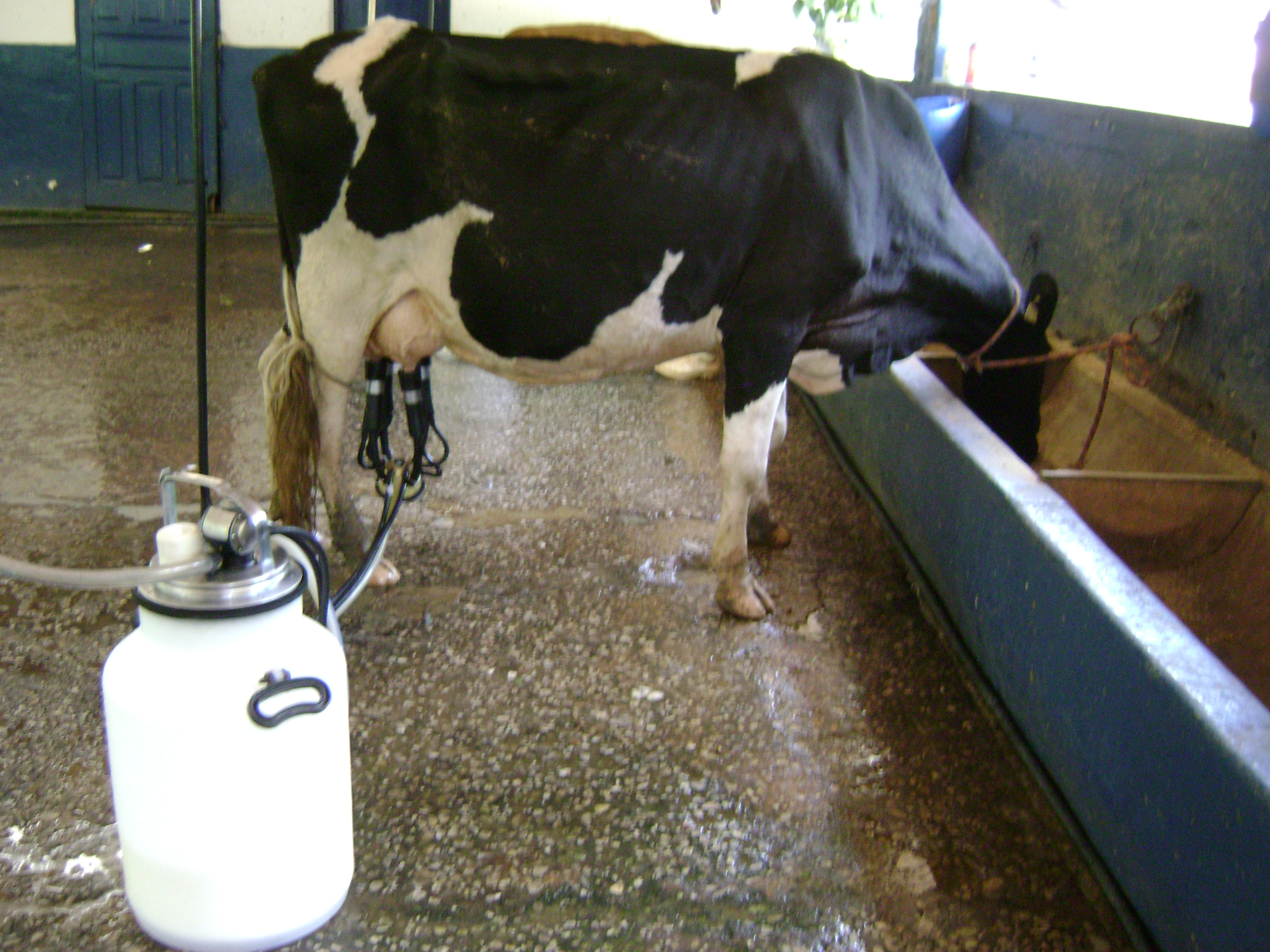
Mjölkekstraktion i Ouro Preto

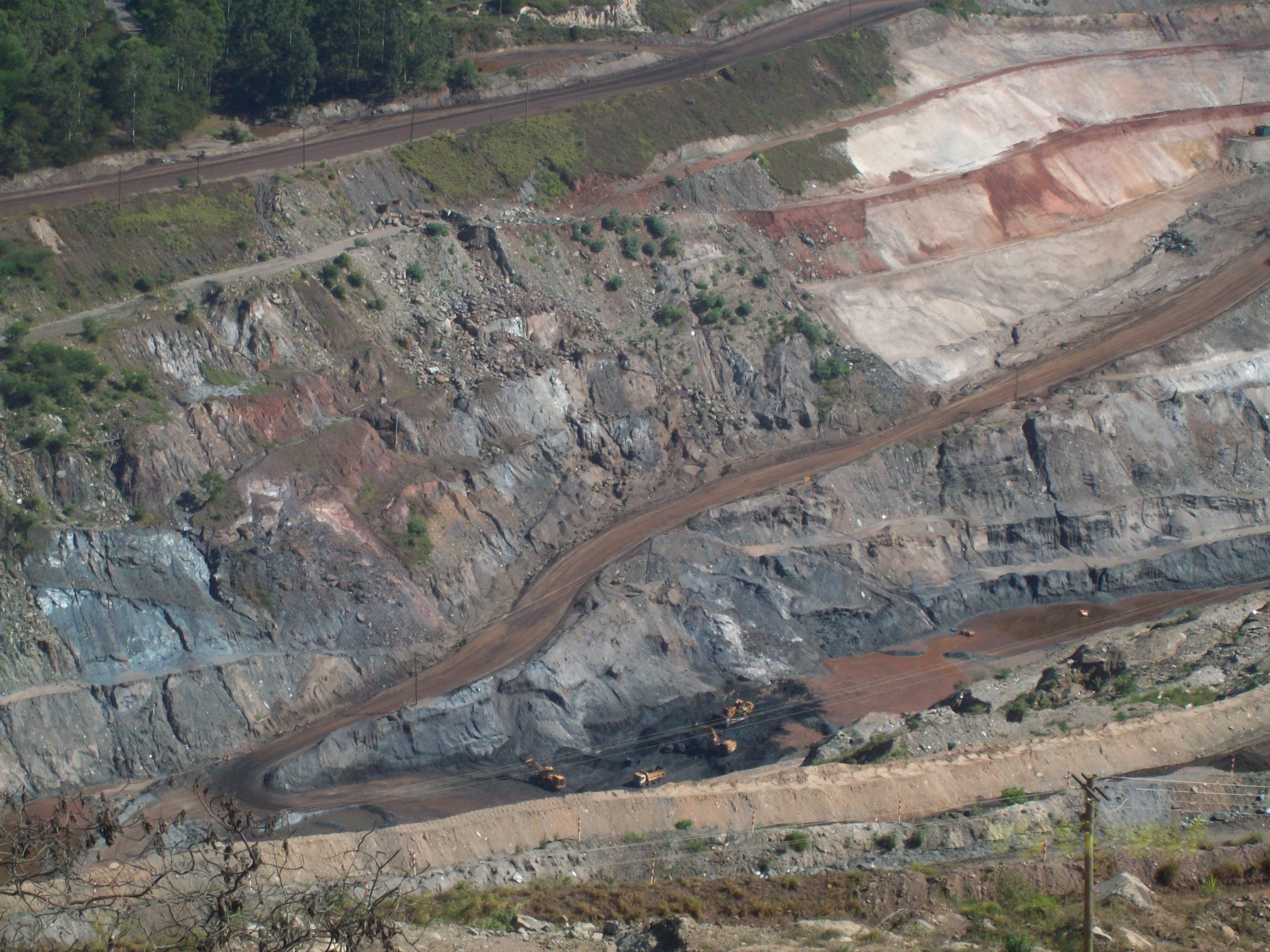
Järngruva i Itabira

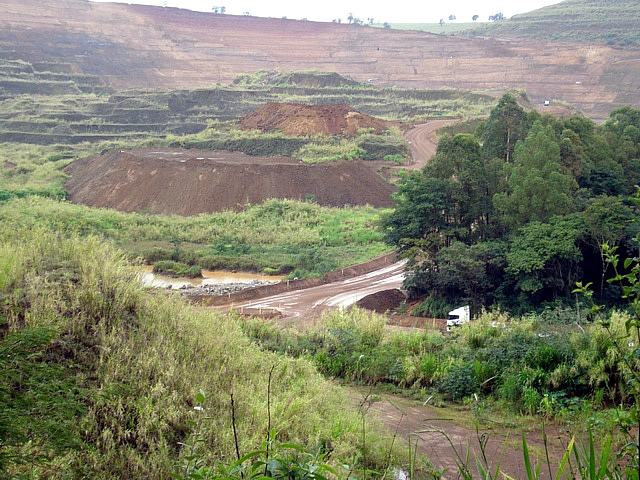
Extraktion av niobium i Araxá

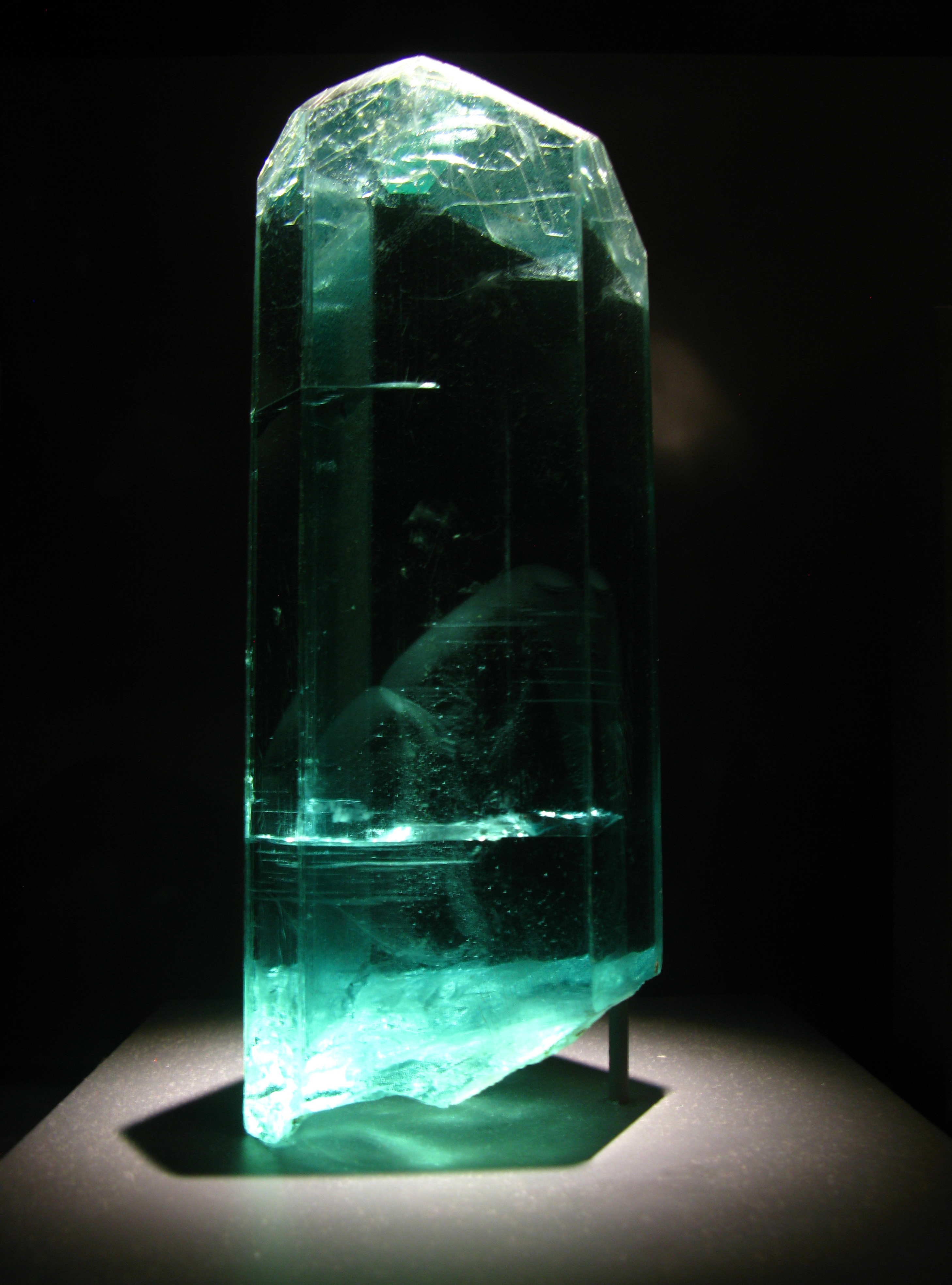
Akvamarin av Minas Gerais

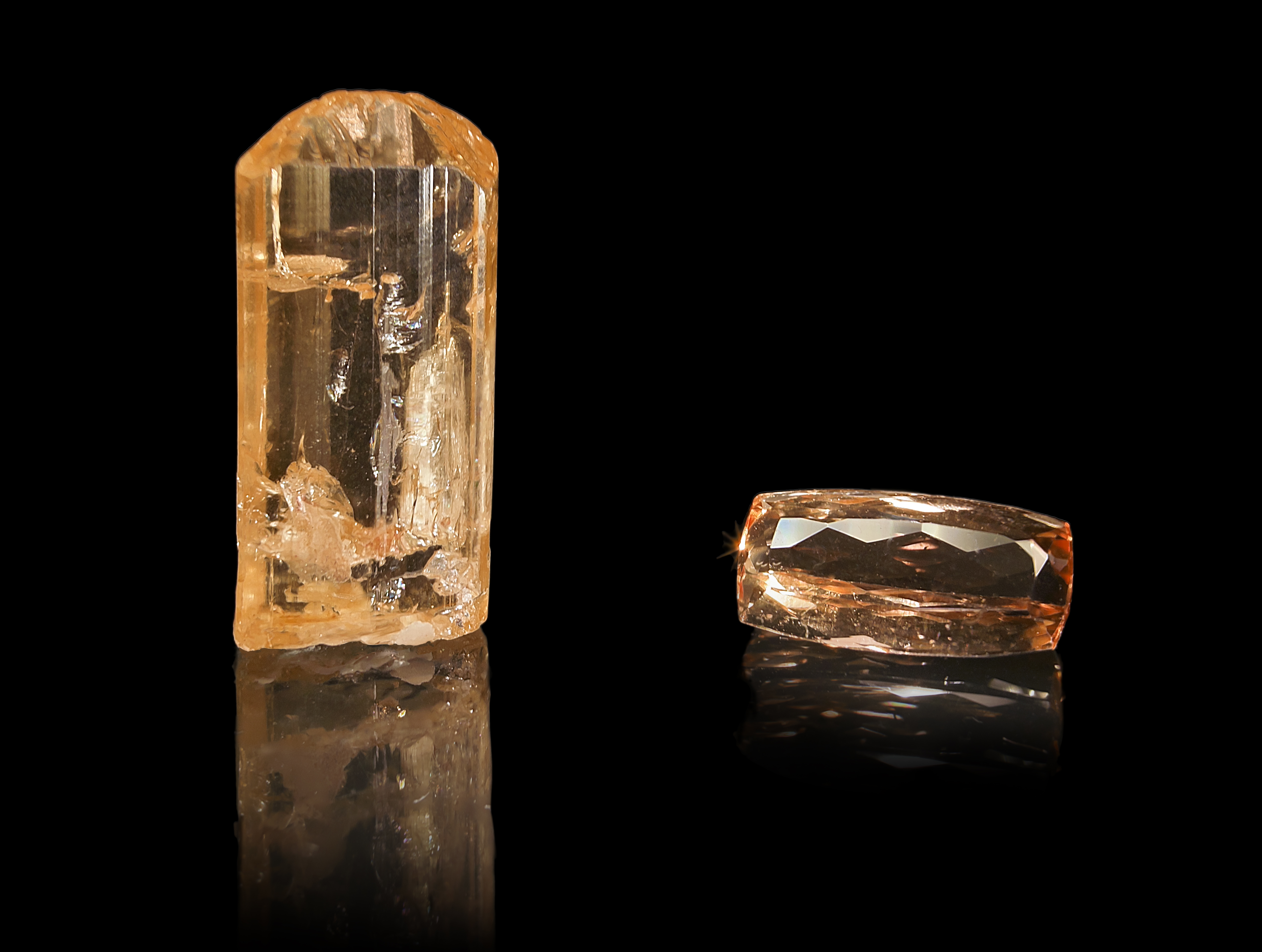
Imperial topas av Minas Gerais

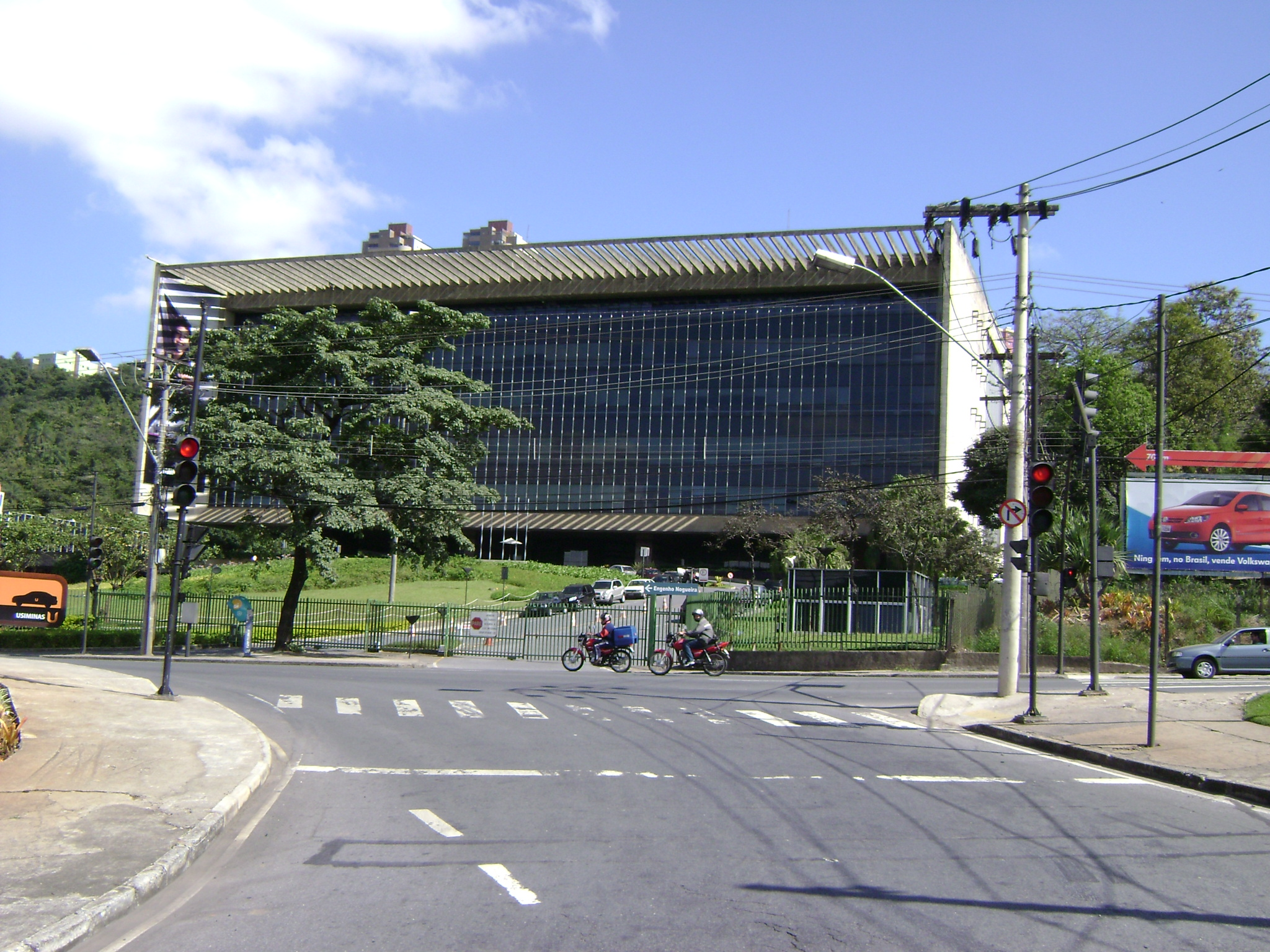
Usiminas huvudkontor i Belo Horizonte

Inom jordbruket sticker delstaten ut beträffande produktionen av kaffe, sockerrör och sojabönor, och har också stora produktion av apelsin, böna, sorghum, morot, potatis, banan, småcitrus och jordgubbe, förutom att det odlas papaya, persimon och maniok.
År 2020 var Minas Gerais den största tillverkaren av arabiskt kaffe i landet, med 74% av den nationella produktionen (1,9 miljoner ton, eller 31,2 miljoner säckar à 60 kg). 
Delstaten var den tredje största odlaren av sockerrör i Brasilien 2020, vilket representerade 11,1% av den totala produktionen i landet, med 74,3 miljoner ton.
Odlingen av sojaböna ökar däremot, men den är inte bland de största nationella producenterna av denna spannmålssort. Under skörden 2018/2019 skördade Minas Gerais 5 miljoner ton (sjunde plats i landet).
Minas Gerais var 2018 den näst största producenten av apelsiner med totalt 948 tusen ton.
Minas Gerais är den näst största producenten av bönor i Brasilien, med 17,2% av den nationella produktionen 2020. Dessutom är delstaten en av de största nationella producenterna av sorghum: cirka 30% av den brasilianska produktionen. Minas Gerais rankas också trea i den inhemska produktionen av bomull.
Delstaten var den tredje största producenten av bananer 2018, med 766 000 ton. Brasilien är den tredje största fruktproducenten i världen efter Indien och Ecuador.
År 2018 var Minas Gerais den näst största småcitrusproducenter i Brasilien. Minas Gerais var den femte största producenten av papaya. Vad gäller persimon rankas Minas på tredje plats med 8%.
År 2019 fanns en sammanlagd odlingsyta på cirka 4 000 hektar jordgubbar. Den största producenten är Minas Gerais, med cirka 1 500 hektar.
Beträffande morötter var Brasilien femma i världsrankingen 2016 med en årlig produktion på cirka 760 000 ton. I relation till exporten av denna produkt har Brasilien den sjunde världspositionen. Minas Gerais har den största morotsproduktionen i Brasilien. Bland produktionscentra i Minas Gerais finns kommunerna São Gotardo, Santa Juliana och Carandaí. Vad gäller potatis, är den viktigaste nationella odlaren staten Minas Gerais, med 32% av den totala produktionen i Brasilien. Under 2017 skördade Minas Gerais cirka 1,3 miljoner ton potatis.
I produktionen av maniok passerade Brasilien totalt 17,6 miljoner ton 2018. Minas Gerais var den tolfte största producenten i landet, med nästan 500 000 ton.
När det gäller nötkreatur har Minas Gerais den näst största besättningen i landet. År 2015 fanns totalt 23,8 miljoner boskapsdjur.
Minas Gerais är den största mjölkproducenten i Brasilien, med det högsta antalet mjölkande kor som svarar för 26,6% av produktionen och 20,0% av den totala mjölkmängden. Kommunen Patos de Minas var  2017 den näst största producenten med 191,3 miljoner liter mjölk. År 2015 producerade staten 9,1 miljarder liter mjölk.
När det gäller fläskkött hade Minas Gerais 2017 den fjärde största svinbesättningen i landet, med 5,2 miljoner grisar, 12,7% av den nationella totalen.
Delstaten är den tredje största äggproducenten  i landet, med 9,3% av det brasilianska antalet år 2019 (vilket var 3,83 miljarder dussin).
För mineralproduktion var Minas Gerais under 2017 landets största tillverkare av järn (277 miljoner ton värt R$ 37,2 miljarder), guld (29,3 ton värda R$ 3,6 miljarder), zink (400 000 ton värt R$ 351 miljoner) och niobium (i form av hydroklorid) (131 000 ton värt R$ 254 miljoner). Dessutom var Minas den näst största tillverkaren av aluminium (bauxit) (1,47 miljoner ton till ett värde av R$ 105 miljoner), tredje av mangan (296 000 ton värt R$ 32 miljoner dollar) och femte av tenn (206 ton värt R$ 4,7 miljoner). Minas Gerais hade 47,19% av värdet på produktionen av mineraler som saluförs i Brasilien (första plats), med 41,7 miljarder dollar.
Delstaten har den största produktionen av olika ädelstenar och halvädelstenar i landet. I akvamarin producerar Minas Gerais världens mest värdefulla stenar. Brasilien var den största diamantproducenten i världen från 1730 till 1870, gruvdrift inträffade för första gången i Serra da Canastra, Diamantina, och sänkte till och med priset på sten i alla på grund av till överproduktion. Minas Gerais fortsätter att gruva diamanter, förutom att ha större eller mindre skalor av agat, smaragd, granater, jaspis och safir. Topas och turmaliner sticker ut. Brasilien har den mest värdefulla sorten av topaser i världen, imperietopas , endast producerad i Ouro Preto.
Minas Gerais hade en industriell BNP på 128,4 miljarder dollar 2017, vilket motsvarar 10,7% av den nationella industrin. Det sysselsätter 1 069 469 arbetare i branschen. De viktigaste industrisektorerna är: konstruktion (17,9%), utvinning av metalliska mineraler (15,2%), livsmedel (13,4%), industriella tjänster för allmännyttiga tjänster, såsom el och vatten (10,8%) och metallurgi (10,5%). Dessa 5 sektorer koncentrerar 67,8% av statens industri.
I Brasilien representerar fordonssektorn cirka 22% av den industriella BNP. Minas Gerais är den tredje största fordonstillverkaren i landet, med ett 10,7% 2019. I delstaten finns fabriker som tillverkar Fiat och Iveco.
Den brasilianska råstålproduktionen var 32,2 miljoner ton under 2019. Minas Gerais representerade 32,3% av volymen som producerades under perioden, med 10 408 miljoner ton. Bland stålföretagen i Minas finns Usiminas, ArcelorMittal Aços Longos (tidigare Belgo Mineira), Açominas (som tillhör Gerdau), Vallourec & Mannesmann och Aperam South America.
Minas Gerais skapade livsmedelsföretag av nationell betydelse såsom Itambé och Pif Paf Alimentos.
Inom Skodonindustrin producerade Brasilien 2019 972 miljoner par. Exporten var cirka 10% och nådde nästan 125 miljoner par. I Nova Serrana finns cirka 830 industrier, som 2017 producerade cirka 110 miljoner par.
Produktionens bruttovärde, inklusive konsumtion av mellanprodukter och tjänster, för den brasilianska textilindustrin motsvarade nästan 40 miljarder dollar 2015, 1,6% av bruttovärdet för industriell produktion i Brasilien. Minas Gerais har 8,51% (den tredje största produktionen i landet).
I kommunen Santa Rita do Sapucaí finns det ett elektroniskt produktionscentrum och det finns 8 tusen jobb kopplade till sektorn, med mer än 120 företag. De flesta producerar utrustning för telekommunikationsindustrin, till exempel avkodare, inklusive den som används vid överföringen av det digitala TV-systemet Företaget Multilaser producerar i staden Extrema.